# Попкорн под кисло-сладким соусом
«Попкорн под кисло-сладким соусом» (англ. Chutney Popcorn) — американская комедия 1999 года режиссёра Ниши Ганатры.

## Сюжет
Рина, молодая американка индийского происхождения, живёт и работает в Нью-Йорке фотографом и мастером временных татуировок. Рина лесбиянка, у неё есть подруга Лиза, что очень не нравится её матери. Зато мать души не чает в Сарите, старшей дочери, которая давно замужем.
Однажды Рина узнаёт плохие новости: оказалось, что её сестра бесплодна, и у неё никогда не будет детей. Тогда Рина предлагает Сарите стать суррогатной матерью для ребёнка. Она хочет помочь сестре и надеется, что это улучшит её взаимоотношения с матерью.
План осуществляется. Лиза начинает чувствовать, что Рина отдаляется от неё. Ситуация становится ещё более напряжённой, когда Сарита решает, что она сделала ошибку, согласившись на такое.
Но появление ребёнка вновь соединяет Рину и Лизу, и они решают воспитывать его вместе.

## В ролях
| В ролях        |  | Персонаж |
| -------------- |  | -------- |
| Ниша Ганатра   |  | Рина     |
| Джил Хэннеси   |  | Лиза     |
| Сакина Джаффри |  | Сарита   |
| Мадхур Джафри  |  | Мину     |

| В ролях     |  | Персонаж |
| ----------- |  | -------- |
| Ник Чинланд |  | Митч     |
| Кара Буоно  |  | Дженис   |
| Ажай Найду  |  | Раджу    |
| Даниэла Рич |  | Тиффани  |

## Награды
Фильм получил следующие награды:
| Награды                                                 | Награды | Награды                               | Награды                       | Награды                      |
| ------------------------------------------------------- | ------- | ------------------------------------- | ----------------------------- | ---------------------------- |
| Фестиваль / Премия                                      | Год     | Награда                               | Категория                     | Победитель                   |
| Берлинский кинофестиваль                                | 2000    | Приз зрительских симпатий (2-е место) |                               | Ниша Ганатра                 |
| Кинофестиваль «Аутфест»                                 | 1999    | Приз зрительских симпатий             | Outstanding Narrative Feature | Ниша Ганатра                 |
| Newport International Film Festival                     | 1999    | Приз зрительских симпатий             | Best Narrative Film           | Ниша Ганатра                 |
| Ojai Film Festival                                      | 2000    | Best Narrative Feature                |                               | Ниша Ганатра Сьюзан Карнивал |
| Paris Lesbian Film Festival                             | 2001    | Приз зрительских симпатий             | Лучший фильм                  | Ниша Ганатра                 |
| San Francisco International Lesbian & Gay Film Festival | 1999    | Приз зрительских симпатий             | Лучший фильм                  | Ниша Ганатра                 |
| Madrid International Film Festival                      |         | Приз зрительских симпатий             | Лучший фильм                  | Ниша Ганатра                 |